# Корнеевка (Крым)
Корне́евка (до 1948 года Капчу́к; укр. Корніївка, крымскотат. Qapçuq, Къапчукъ) — село в Советском районе Республики Крым, входит в состав Чернозёмненского сельского поселения (согласно административно-территориальному делению Украины — Чернозёмненского сельского совета Автономной Республики Крым).

## Население
| 2001 | 2014 |
| ---- | ---- |
| 133  | ↘79  |

Всеукраинская перепись 2001 года показала следующее распределение по носителям языка
| Язык             | Процент |
| ---------------- | ------- |
| русский          | 59.4    |
| крымскотатарский | 30.08   |
| украинский       | 9.77    |
| другие           | 0.75    |

### Динамика численности
| - 1805 год — 41 чел. - 1864 год — 50 чел. - 1926 год — 67 чел. - 1939 год — 87 чел. | - 1989 год — 125 чел. - 2001 год — 133 чел. - 2009 год — 128 чел. - 2014 год — 79 чел. |

## Современное состояние
На 2017 год в Корнеевке числится 2 улицы — Дорожная и Степная; на 2009 год, по данным сельсовета, село занимало площадь 22,2 гектара на которой, в 32 дворах, проживало 128 человек. Корнеевка связана автобусным сообщением с райцентром, Симферополем и соседними населёнными пунктами.

## География
Корнеевка — село в центре района, в степном Крыму, в верховье впадающей в Сиваш безымянной речки, высота центра села над уровнем моря — 24 м. Ближайшие сёла — Раздольное в 1,5 км на север, Заветное в 2 км на юго-запад и Лебединка в 2 км на юго-восток. Райцентр Советский — примерно в 14 километрах (по шоссе) на северо-восток, там же ближайшая железнодорожная станция — Краснофлотская (на линии Джанкой — Феодосия). Транспортное сообщение осуществляется по региональной автодороге 35Н-567 Раздольное — Корнеевка (по украинской классификации — С-0-11409).

## История
Первое документальное упоминание села встречается в Камеральном Описании Крыма… 1784 года, судя по которому, в последний период Крымского ханства Капчик входил в Кучук Карасовский кадылык Карасъбазарскаго каймаканства. После присоединения Крыма к России (8) 19 апреля 1783 года, (8) 19 февраля 1784 года, именным указом Екатерины II сенату, на территории бывшего Крымского Ханства была образована Таврическая область и деревня была приписана к Левкопольскому, а после ликвидации в 1787 году Левкопольского — к Феодосийскому уезду Таврической области. После Павловских реформ, с 1796 по 1802 год, входила в Акмечетский уезд Новороссийской губернии. По новому административному делению, после создания 8 (20) октября 1802 года Таврической губернии, Кангуп (Капчик?) был включён в состав Урускоджинской волости Феодосийского уезда.
По Ведомости о числе селении, названиях оных, в них дворов… состоящих в Феодосийском уезде от 14 октября 1805 года , в деревне Кангуп числилось 5 дворов и 44 жителя. На военно-топографической карте генерал-майора Мухина 1817 года деревня Кипчак обозначена с 9 дворами. После реформы волостного деления 1829 года Кипчат, согласно «Ведомости о казённых волостях Таврической губернии 1829 года», отнесли к Бурюкской волости (переименованной из Урускоджинской). На карте 1836 года в деревне 10 дворов, а на карте 1842 года Капчик обозначен условным знаком «малая деревня», то есть, менее 5 дворов.
В 1860-х годах, после земской реформы Александра II, деревню приписали к Шейих-Монахской волости. Согласно «Памятной книжке Таврической губернии за 1867 год», деревня Капчук была покинута жителями в 1860—1864 годах, в результате эмиграции крымских татар, особенно массовой после Крымской войны 1853—1856 годов, в Турцию и заселена болгарами из Кишлава. Согласно «Списку населённых мест Таврической губернии по сведениям 1864 года», составленному по результатам VIII ревизии 1864 года, Капчук — владельческая болгарская деревня с 12 дворами и 50 жителями при колодцах. На трёхверстовой карте Шуберта 1865—1876 года деревня Капчик обозначена с 3 дворами. В дальнейшем в доступных источниках до первой половины XX века село не встречается.
После установления в Крыму Советской власти, по постановлению Крымревкома № 206 «Об изменении административных границ» от 8 января 1921 года была упразднена волостная система и село вошло в состав Ичкинского района Феодосийского уезда, а в 1922 году уезды получили название округов. 11 октября 1923 года, согласно постановлению ВЦИК, в административное деление Крымской АССР были внесены изменения, в результате которых округа были отменены, Ичкинский район упразднили, включив в состав Феодосийского в состав которого включили и село. Согласно Списку населённых пунктов Крымской АССР по Всесоюзной переписи 17 декабря 1926 года, в селе Кошкара-Капчук, Ичкинского сельсовета Феодосийского района, числилось 14 дворов, все крестьянские, население составляло 67 человек, из них 48 болгар, 17 украинцев и 2 русских. Постановлением ВЦИК «О реорганизации сети районов Крымской АССР» от 30 октября 1930 года Феодосийский район был упразднён и был создан Сейтлерский (по другим сведениям 15 сентября 1931 года), в который включили село, а с образованием в 1935 году Ичкинского — в состав нового района. По данным всесоюзной переписи населения 1939 года, в селе Капчук проживало 87 человек и на двухкилометровке РККА 1942 года. После освобождения Крыма от фашистов, 12 августа 1944 года было принято постановление № ГОКО-6372с «О переселении колхозников в районы Крыма» и в сентябре 1944 года в район приехали первые новоселы (180 семей) из Тамбовской области, а в начале 1950-х годов последовала вторая волна переселенцев из различных областей Украины. С 25 июня 1946 года Капчук в составе Крымской области РСФСР. Указом Президиума Верховного Совета РСФСР от 18 мая 1948 года, Капчук переименовали в Корнеевку. 26 апреля 1954 года Крымская область была передана из состава РСФСР в состав УССР. Время включения в Заветненский сельсовет пока не установлено: на 15 июня 1960 года село уже числилось в его составе (как и на 1968 год). Указом Президиума Верховного Совета УССР «Об укрупнении сельских районов Крымской области», от 30 декабря 1962 года Советский район был упразднён и село присоединили к Нижнегорскому. 8 декабря 1966 года Советский район был восстановлен и село вновь включили в его состав. На 1 января 1977 года Корнеевка уже в составе Чернозёмненского сельсовета. По данным переписи 1989 года в селе проживало 125 человек. С 12 февраля 1991 года село в восстановленной Крымской АССР, 26 февраля 1992 года переименованной в Автономную Республику Крым. С 21 марта 2014 года в составе Крыма аннексирована Россией.